# غاسبار دي بايزا
غاسبار دي بايزا (بالإسبانية: Gaspar de Baeza)‏ هو أستاذ جامعي وكاتب وقانوني إسباني، ولد في 1540 في بياسة في إسبانيا، وتوفي في 1569.